# Offerdalsskollan
Offerdalsskollan är en tektonisk enhet inom den mellersta skollberggrunden i fjällkedjan (Kaledoniderna).